# Marketing relazionale
Il marketing relazionale è quella branca del marketing che permette a un'organizzazione di accrescere il valore della relazione con il cliente attraverso la sua fidelizzazione.
Potrebbe essere descritto come la creazione, lo sviluppo, il mantenimento e l'ottimizzazione della relazione tra il cliente e l'azienda, basato sulla centralità del cliente. Rappresenta l'insieme dei processi di gestione della relazione con i clienti attraverso l'analisi delle sue informazioni. La relazione che viene stabilita tra i consumatori e l'azienda è una relazione one-to-one, un rapporto diretto tra il marchio e il suo target.

## Descrizione
A differenza del marketing tradizionale, infatti, quello relazionale non analizza ampi segmenti di consumatori, ma tende a interessarsi a target molto precisi, cercando di creare un filo diretto tra l'azienda e ogni singolo consumatore attraverso molteplici canali: dalla comunicazione web a quella telefonica (call center), la relazione tende a essere bilaterale e permette alle aziende di conoscere in maniera approfondita i propri interlocutori.
Gli esperti in marketing relazionale studiano tutte le possibilità per generare una relazione continuativa tra consumatore e marca, e coinvolgono tendenzialmente il target in programmi a lunga scadenza che offrono benefici immediati e senso di appartenenza ed esclusività che lega al marchio; ciò avviene attraverso la creazione di club, programmi di caring, raccolte punti, concorsi a premio, member gets members, oppure attraverso benefit mirati o programmi di collection, intesi come accumulo di sconti restituiti al titolare in via posticipata o tradotti in buoni sconto o altro.
Il marketing relazionale nasce dall'evoluzione moderna del marketing aziendale.
Per ottimizzare il marketing relazionale è necessario creare con la clientela una relazione di tipo personalizzato attraverso:
- la conoscenza delle caratteristiche dei clienti, dei loro bisogni e delle loro preferenze;
- creazione di fasce di utenza, in funzione delle loro caratteristiche;
- creazione di una comunicazione bilaterale;
- creazione di azioni mirate alle fasce di utenza;
- creazione di proposte mirate a seconda dei bisogni.

## Importanza della relazione
La relazione è un elemento fondamentale per la soddisfazione del cliente, questa si ottiene attraverso un adattamento continuo dell'impresa alle esigenze del cliente. Un cliente soddisfatto genera infatti valore economico — cioè redditività in termini di return on investment (ROI) — per tre ragioni:
1. un cliente soddisfatto riacquisterà il prodotto/servizio dell'impresa senza sollecitazione da parte della stessa. Gli investimenti dell'impresa risultano quindi minori mentre il ROI generato aumenta;
2. un cliente soddisfatto sarà più economico in termini di costi di gestione. L'impresa, rendendosi conto dei vantaggi. asseconda il cliente rispetto ad eventuali richieste di adattamento delle politiche di prezzo;
3. un cliente soddisfatto diviene un cliente fedele, e la fedeltà si trasforma in customer retention. Una relazione basata sulla fiducia consente all'impresa di ottenere un rapporto forte e duraturo con il cliente.

## Strumenti di supporto
Il marketing relazionale viene supportato da strumenti software di customer relationship management (CRM), in grado di associare e consultare in modo rapido le informazioni dei clienti e dei prospect.